# アニソフィレア科
アニソフィレア科（アニソフィレアか、Anisophylleaceae）は双子葉植物の科で、東南アジア、南インド、アフリカ、南米の一部の熱帯雨林に分布する4属34種ほどの木本からなる。日本には産しない。葉は単葉、全縁で互生する。花は小型で、放射相称で3-5数性、子房下位で、属により単性または両性。総状または円錐花序をなす。果実は核果または翼果。
形態の類似からヒルギ科に近いとされたこともある。クロンキスト体系ではバラ目に分類していた。APG植物分類体系ではウリ目としている。

## 属と種
分類および分布情報は Plants of the World Online による。
- Anisophyllea R.Br. ex Sabine - 熱帯に66種が分布。
  - Anisophyllea disticha (Jack) Baill. ヒメシカノキ（マレー語: kayu pachat）[3] - マレー群島区系西部および中央部に分布。かつてはヒルギ科として扱われていた[4]。
- Combretocarpus Hook.f. - 1属1種。
  - Combretocarpus rotundatus (Miq.) Danser ペレパットパヤ（サバ州のマレー語: perepat paya）- マレー群島区系西部に分布。かつてはヒルギ科で最大の高木と見られており、perepat はマレー語で〈ミソハギ科 (旧ハマザクロ科) ハマザクロ属（英語版）; 特にサバ州においてはホソバマヤプシキ Sonneratia caseolaris[4]〉、paya は〈沼地〉であり、全体で〈沼地のホソバマヤプシキ〉を意味する。
- Poga Pierre - 1属1種。
  - Poga oleosa Pierre オボガ - ナイジェリア南東部からガボンにかけて分布。ovoga はガボン名で、かつてはヒルギ科として扱われていた[4]。
- Polygonanthus Ducke - 2種。
  - Polygonanthus amazonicus Ducke - ブラジル（アマゾン中央部）にのみ見られる。
  - Polygonanthus punctulatus Kuhlm. - コロンビア（バウペス県）およびブラジル（アマゾン中央部）に分布。